# Ouadhia
Ouadhia ou les Ouadhias (en kabyle : Iwaḍiyen, en tifinagh : ⵉⵡⴰⴹⵉⵢⴻⵏ) est une commune de la wilaya de Tizi Ouzou en Grande-Kabylie, en Algérie, située à 35 km au sud de la ville de Tizi Ouzou.

## Géographie

### Localisation
La commune d'Ouadhia se situe au sud de la wilaya de Tizi Ouzou. Elle a une superficie de 32,83 ha
| Beni Douala  | Aït Mahmoud      | Aït Yenni   |
| Tizi N'Tleta | Ouadhia          | Aït Toudert |
| Aït Bouaddou | Agouni Gueghrane | Aït Toudert |

### Localités
La commune d'Ouadhia est composée de dix localités :
- Adrar Amellal (Adɣaɣ Amellay)
- Aït Abdelkrim (At Ɛebdeykrim)
- Aït Berdjel (At Berjay)
- Aït Chellala (At Cyaya)
- Aït Hellal (At Hyay)
- Ighil Igoulmimene (Iɣiy Iguymimen)
- Ouadhia, chef-lieu de la commune
- Tikiouacht (Tiqiwect)
- Taguemount El Djedid (Tagemunt Tamaynut)
- Taourirt Abdellah (Tawrirt Aabdellah)

## Toponymie
Iwaḍiyen : nom kabyle qui signifie les terres plates.

## Infrastructures d'utilité publique
La commune d'Ouadhia dispose d'une polyclinique publique et d'un dispensaire au lieu-dit Les pères Blancs, au village Taourit Abd-Allah, et normalement un projet de construction d'un hôpital est en phase de concrétisation, d'une capacité de 60 lits.
Une unité de protection civile est mise en place depuis très longtemps, les communes limitrophes en bénéficient jusqu'ici.
Trois bâtiments publics de sécurité, le premier appartient à la gendarmerie nationale, le second abrite les locaux de la sûreté de Daïra, le dernier abrite les éléments de la Brigade mobile de la police judiciaire.
Deux banques publiques, l'agence de la BADR, sise au centre-ville, et la BNA, sise au lieu-dit les Bâtiments.
Le réseau routier se caractérise par un paradoxe : en ville, le réseau est dégradé mais spacieux, dans les villages, il est étroit mais bien entretenu.

## Économie
L'économie d'Ouadhia est dominée par l'activité commerciale : supermarchés, vendeurs de matériaux de construction, hôtel des Arcades trois étoiles, une vingtaine de vin-liqueurs et bars, qui attirent des riverains de toutes les Wilayas. Un marché est organisé tous les mardis, qui propose fruits, légumes, habillements, bétails, quincaillerie, droguerie, etc.
Malgré la politique de déforestation mise en place par l'État, la commune reste une région d'oléiculture, dispose de plusieurs milliers d'oliviers. La région est connue aussi par ses robes kabyles, qui sont de plus en plus demandées du fait de leur promotion par plusieurs femmes artisanes. Avant les plans de restructuration, la commune bénéficiait d'une unité de soudage, COMITAL, actuellement transformée en site militaire.

## Personnalités liées à la commune
- Le colonel Sadek, de son vrai nom Slimane Dehilès, un des architectes de la révolution, est originaire du village d'Aït Berdjel. Il y vécut depuis l'indépendance jusqu'à son décès le 8 novembre 2011 (le jour de l'Aid El Adha).
- Mohand Arab Bessaoud, militant nationaliste algérien, né en 1924 au village de Taguemount El Djedid.
- Slimane Azem, chanteur-auteur-poète et fabuliste kabyle, né en 1918 à Agouni Gueghrane.
- Karim Tabbou, homme politique algérien, né à Ouadhias, créateur du parti politique l'Union démocratique et sociale (UDS).
- Ahmed Belaïd alias Oumeri, descendant d’une famille qui perdit sept hommes durant la résistance des At-Buwaddu à la conquête française en Kabylie. Alors que tout le pays s’était rendu à l’évidence et avait accepté les auspices de la France protectrice vers 1849, cet Âarch résista sept longues années encore aux assauts répétés et meurtriers des conquérants (1850–1857). Le colonel Robin écrit dans la Revue africaine, qui relatait alors la chronique de la conquête de la Kabylie : « Les Beni-bou-Addou qui, malgré le sac de leurs principaux villages en 1856, étaient restés insoumis, furent encore les derniers à rentrer dans le devoir en 1857. »[5].